# Пирмонт (графство)

Герб Пирмонта (ныне Бад-Пирмонт)

Графство Пирмонт (нем. Grafschaft Pyrmont) — средневековое германское графство в Нижней Саксонии.
Графство Пирмонт возникло вскоре после того, как архиепископ Кёльнский Филипп I фон Хайнсберг приобрёл эту территорию в 1180 году и передал её в лен графам фон Шваленберг.
После смерти бездетного графа Морица в 1494 году Пирмонт перешёл к графам Шпигельберг — потомкам сестры Морица Урсулы и её мужа Йоханна II фон Шпигельберг (ум. 2 сентября 1480 года), во владении которых и находился до 1557 года.
После гибели графа Филиппа фон Шпигельберг и Пирмонт при кровопролитной осаде Сен-Кантена (1557) его род пресёкся.
В 1625 году графство Пирмонт перешло к графам Вальдек, принявшим титул графов Вальдек-Пирмонт (с 1712 года имперские князья цу Вальдек-Пирмонт).
В 1805 году Пирмонт ненадолго стал отдельным княжеством, однако в 1812 году был вновь объединён с Вальдеком.

## Графы Пирмонта
- Шваленберги (1180—1494)
  - Виттекинд I (II) 1180—1189, сын Виттекинда I, графа Шваленберг (ум. 11.6.1136/37)
  - Готтшальк I 1189—ок.1247, сын Виттекинда I (II)
  - Готтшальк II ок.1247—1258/62, сын Готтшалька I
  - Готтшальк III 1258/62—ок.1279, сын Готтшалька II
  - Герман I (II) ок.1279—ок.1328, сын Готтшалька II
  - Генрих I после 1328, сын Германа I
  - Готтшальк IV ум. после 1342, сын Германа I
  - Готтшальк V после 1342—ок.1355, сын Готтшалька IV
  - Герман II (V) ок.1355—ок.1360, сын Готтшалька IV
  - Генрих II (III) ок.1360—после 1390, сын Германа II
  - Генрих III (IV) после 1390—1429, сын Генриха II (III)
  - Генрих IV (V) ок.1429—1478, сын Генриха III (IV)
  - Мориц 1478—24.5.1494, сын Генриха III (IV)
- Шпигельберги (1494—1557)
  - Фридрих VI 1525—1537
  - Филипп ?—1557